# 満屋裕明
満屋 裕明（みつや ひろあき、1950年8月9日 - ）は、日本のウイルス学者。国立国際医療研究センター研究所長。熊本大学特別招聘教授。アメリカ国立がん研究所内科療法部門レトロウイルス感染症部部長。HIV治療薬の研究を行っている。獨協医科大学特任教授。
1985年、バローズ・ウェルカム（現グラクソ・スミスクライン）社の抗レトロウィルス薬の抗がん剤「AZT」が世界初のHIV治療薬にもなることをアメリカ国立衛生研究所でen:Samuel Broderおよびen:Robert Yarchoanとともに発見した。同年にAZT開発について論文発表をしたが、アメリカでの特許は、実験に協力していたバローズ・ウェルカム社が、満屋に無断で取得してしまった。満屋は同社が高価格でAZTを売り出したことに怒り、さらに新しいHIV治療薬の研究に励んだ。その結果、世界で2番目と3番目のHIV治療薬（「ddI (en:Didanosine)」と「ddC (en:Zalcitabine)」）も満屋がSamuel BroderおよびRobert Yarchoanとともに開発した。なお、満屋がライセンスを企業に与える際には、適切な価格での販売を条件にしている。
2006年には、アメリカの研究者との共同研究で開発したHIV治療薬「ダルナビル」が、途上国が特許料を払わずに使える医薬品として世界で初めて国連の機関に登録された。
2007年には紫綬褒章を受勲、2015年には日本学士院賞を受賞。

## 略歴
- 1950年8月9日 長崎県佐世保市生まれ

### 学歴
- 1969年 長崎県立佐世保北高等学校卒業(第21回生)
- 1975年 熊本大学医学部卒業[5]
- 1982年 医学博士（熊本大学）（学位請求論文『原発性免疫不全症患者末梢血リンパ球の病理病態学的解析 : 末梢血リンパ球のpokeweed mitogen,Epstein-Barrビールスでのin vitro刺激による免疫グロブリン合成』）[6]

### 職歴
- 1975年 熊本大学医学部附属病院第二内科入局
- 1980年 熊本大学医学部第二内科学講座助手
- 1982年 熊本大学 医学博士
- 1983年 渡米、国立衛生研究所 配属。
1983年 アメリカ国立がん研究所客員研究員[1]
1985年 アメリカ国立がん研究所臨床癌プログラムCancer Expert(上級研究員）
1989年 同プログラムSenior Investigator（主任研究員）
1991年 同研究所内科療法部門レトロウイルス感染症部部長
- 1997年 熊本大学医学部内科学第二講座（現血液膠原病内科）主任教授
1999年 熊本大学医学部附属病院治験支援センター長（兼任）
2000年 同附属病院感染免疫診療部長（兼任）
2000年 同附属病院病院長補佐
2001年 同附属病院副病院長
2003年 京都大学ウイルス研究所エイズ研究施設客員教授
2004年 京都大学ウイルス研究所客員教授
2012年 国立国際医療研究センター 臨床研究センター長・理事、京都大学ウイルス研究所客員教授、獨協医科大学特任教授
2016年熊本大学医学部附属病院総合臨床研究部 特別招聘教授、国立国際医療研究センター 研究所 所長・理事、熊本大学名誉教授
2017年千葉大学客員教授、獨協医科大学特別栄誉教授

## 編著
- 「ウィルス感染症との戦い 現状としての21世紀への展望」 （茂田士郎と共編） 医薬ジャーナル社 2000年
- 「最新医学別冊 新しい診断と治療のABC65/免疫5 HIV感染症とAIDS」 最新医学社 2010年
- 「週刊医学のあゆみ HIVの発見から40年 医学はどう戦ったか、これからどう戦うのか 2023年」 医歯薬出版 2023年
- 「別冊医学のあゆみ HIVの発見から40年 医学はどう戦ったか、これからどう戦うのか 2024年」 医歯薬出版 2024年

## 受賞・叙勲
- 2007年
  - 高峰記念第一三共賞
  - 紫綬褒章[7]
  - 慶應医学賞[8]
- 2015年
  - 朝日賞[9]
  - 日本学士院賞[10][11][12]
- 2023年
  - 瑞宝中綬章[13][14]